# ダンディー (スコットランド)
ダンディー（英語: Dundee [dʌnˈdiː] ( 音声ファイル)、スコットランド・ゲール語: Dùn Dè [ˈt̪uːn tʲeː]、スコットランド語: Dundee、）は、正式名をダンディー・シティ (Dundee City)と呼ぶスコットランドで人口4番目、イギリス全体で人口51番目の都市で、スコットランドに32ある地方行政区画である「カウンシル・エリア」の1つである。北海に面するテイ湾の北岸に位置する。
ダンディーには、中石器時代から人が継続的に居住してきた痕跡がある。中世に自由都市として発展し、19世紀に主にジュート産業によって急速に発展した。このことと、他のダンディーの主要産業から、ダンディーの通り名である「ジャム・ジュート・ジャーナリズム」(jam, jute and journalism) が生まれた。
2006年半ばで、ダンディーの人口は141,930人、都市圏人口は159,522人と見積もられている。1971年の国勢調査の時点で、ダンディーの人口は182,204人の最高に達しているが、その後の転出により減少している。
こんにち、ダンディーは「一つの都市、多くの発見」(One City, Many Discoveries) というキャッチフレーズで宣伝している。これは、ダンディーの科学活動の歴史と、ロバート・スコットの南極探検に使われた調査船ディスカバリー号がダンディーで建造され、今も市の港で保存されていることを記念するものである。生物医学産業や技術産業は1980年代から発展し始め、現在ではイギリスにおけるデジタルエンターテイメント産業の10%を占めるに至っている。ダンディーには、ダンディー大学、アバーテイ大学の2つの大学がある。2014年には、医学研究や漫画、ビデオゲームといった分野での多様な貢献を理由として、イギリスで初めて国際連合教育科学文化機関 (UNESCO)のデザイン都市に認定された。
ダンディーの特徴的なところとして、2つのプロサッカーチーム、ダンディー・ユナイテッドFCとダンディーFCがあり、お互いに隣り合ったスタジアムを本拠地としているというところがある。
伝統的な産業の衰退とともに、ダンディーは文化センターとして再発展しようとする計画を採用した。この計画を追求して、10億ポンドをかけてウォーターフロントと都心を再生し再連結するマスタープランが2001年に始まり、30年ほどの期間をかけて完成させる予定となっている。ヴィクトリア&アルバート博物館のロンドン以外では初めてとなる支館、V&Aダンディーは、このウォーターフロントプロジェクトの中心となっている。
近年、ダンディーの国際的注目度が上がっている。雑誌のGQは2015年にダンディーを「イギリスでもっともクールな小都市」に選び、ウォール・ストリート・ジャーナルは2018年に「世界中で最もホットな旅行先」の第5位にダンディーを選んだ。

## 歴史
ダンディーという地名は2つの要素で構成されている。最初の要素は要塞を意味するケルトの地名であるdùnであり、2番目の要素はスコットランド・ゲール語において「火」を意味するdèaghか、あるいはTayから来ているとされる。

ジョン・スレザーの描いた1693年のダンディー

初期から人間の活動があった証拠は豊富であるが、ダンディーの海港都市としての成功と発展のきっかけは、スコットランド王のウィリアム1世 (スコットランド王)が12世紀末に彼の弟で後にハンティンドン伯爵となったデイヴィッドにダンディーを与えたことである。町の当時の状況とデービッドの町を貿易拠点として発展させる政策により、町は繁栄と成長の時代を迎えることになった。伯爵領はデイヴィッドの子孫に受け継がれ、その中でもジョン・ベイリャルの時代、彼がスコットランド王に戴冠した1292年に勅許自治都市 (Royal burgh) となった。ダンディーの町と城は、第一次スコットランド独立戦争の際にイングランド軍によって数年間にわたり占領されたが、1312年初めにロバート1世が奪還した。当初の自由都市勅許は占領中には失われていたが、後にロバート1世によって1327年に再度与えられた。
ダンディーの町は、1543年から1550年にかけての「手荒な結婚申し入れ」（スコットランドのメアリー1世を、イングランドのヘンリー8世の息子エドワードと結婚させることでスコットランド王位を手に入れようとした事件）として知られる紛争に際して困窮し、アンドリュー・ダドリー率いるイングランド軍によって1547年に占領された。1548年になり、前進してくるスコットランド軍に対して町を防衛できなくなったダドリーは、街を焼き払うように命じた。三王国戦争の最中の1645年にも、国王派のモントローズ侯爵ジェイムズ・グラハムによって包囲を受けている。最終的に町はアルベマール公ジョージ・マンクに率いられた議会軍によって1651年に破壊された。初代ダンディー子爵ジョン・グラハムは、ダンディー・ローの丘の上にステュアート朝の旗を1689年に掲げ、町はジャコバイト運動の初期の拠点となった。1715年から1716年にかけての蜂起に際して、ジャコバイトが街を占拠し、1716年1月6日にジャコバイト側の王位請求者であるジェームズ・フランシス・エドワード・ステュアート（老僭王）は街に公式入場を行った。スコットランドの、そしてダンディーの多くの人々は、彼が正当な王であるとみなしていた。
中世のダンディーの経済は主に羊毛の輸出で成り立っており、15世紀の景気後退への対応としてこれに繊維最終製品の生産が加わった。政府が18世紀半ばに制定した2本の法律が、ダンディーの産業上の成功に計り知れない影響をもたらした。繊維産業は、1742年の報奨金法により、輸出用に生産されたオスナバーグリネンに政府が補助金を支給するようになったことに刺激されて、大規模な4階建て工場の導入がなされ革新された。1750年にイギリスの海運・海軍技術基盤を伸ばすために制定された2番目の報奨金法は、捕鯨産業の拡大のきっかけとなった。ダンディー、そしてスコットランド全般に、18世紀末から19世紀初めにかけては急速な人口の伸びがあり、ダンディーは1751年の12,400人から1821年の30,500人へと人口が成長した。
1825年から1832年にかけて段階的にリネン輸出補助金が撤廃されていったことにより、安い繊維、特に安くて頑丈な織物の必要性を促した。ジュートの乾燥繊維を、ダンディーではガス工場の開設に伴って余剰となっていた鯨油を用いて滑らかにし、機械化された工場で処理できるように加工できることが発見されたことで、ダンディーの工場はそれまでのリネンの加工から、亜麻（リネンの原料）に比べて4分の1ほどの値段で入手できるジュートの加工へと急速に転換していった。クリミア戦争中プロイセン王国産の亜麻の輸入が途絶え、また南北戦争中アメリカ合衆国産の綿の輸入が途絶えたことで、ダンディーには繁栄がもたらされ、19世紀後半を通じてダンディーはジュート産業が主たる産業となった。特にアイルランドからの移民の労働者が前例のない規模でやってきたことで、都市の膨張が加速し、ジュート産業の絶頂期にはダンディーには62のジュート工場があり、50,000人を雇っていた。ロチー地区に巨大なキャンパーダウン工場を構えていたコックス・ブラザーズは、当時ヨーロッパで最大のジュート加工業者であり、5,000人以上を雇っていた。
繊維産業の発展に伴い、関連する産業、特に捕鯨、海運、造船といった産業が発展し、港の処理能力の需要増大に対応するため、1815年からウォーターフロント地区の大規模開発が開始された。最大時には、ここで年間200隻の船が建造され、その中にはロバート・スコットの南極調査用の船ディスカバリー号もあった。この船は現在、ダンディーのディスカバリー・ポイントで展示されている。重要な捕鯨産業もダンディーを拠点としており、主にジュート工場に鯨油の供給を行っていた。捕鯨は1912年に、造船は1981年に終了した。

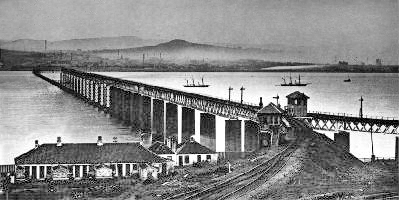
初代テイ橋を南側から見る、崩壊事故の直後で、崩壊した部分が北側に見えている

ダンディーの経済の主たる部分はジュート産業が占めていたが、他にも小さな産業が知られていた。有名なものは1795年に創業したジェームズ・キーラー・アンド・サンズで、商業的なマーマレードの生産を開始した。1905年に設立された出版会社のDCトムソンもある。ダンディーは「3つのJ」、すなわちジュート・ジャム・ジャーナリズムで成り立っていると言われる。
ダンディーは、イギリスの鉄道史上最悪とされる、テイ橋事故が起きた場所でもある。初代のテイ橋は1878年に開通した。開通の18か月ほど後の嵐の日に、旅客列車が通行中に橋が崩壊し、75人が死亡した。ダンディーの歴史上もっとも大きな火災は1906年に発生し、伝えられるところによれば、通りを伝って「燃えるウィスキーの川」が流れていると言われた。
ジュート製品の需要が減少し、またコルカタで発展しつつあった産業に対抗していくことができなかったことも手伝って、20世紀初頭にはジュート産業は衰退し始めた。これにより失業率が全国平均をはるかに上回るほど上昇し、大戦間期に最高に達したが、第二次世界大戦後タイメックスやNCRなどのアメリカの軽薄短小産業が進出したことから失業率は大きく改善し、その後のマイクロエレクトロニクス産業の発展につながった。
ダンディーのウォーターフロントを再開発する10億ポンドのマスタープランが2001年から2031年にかけて30年間続くことになっている。このプロジェクトの目的は、都心とウォーターフロントを再連結し、徒歩、自転車、バスのための施設を改善し、既存の内環状道路を並木を植えられた2本の東西大通りに置き換え、新しい市民広場を整備し、鉄道駅を再開発して到着口を西側に設けるといったものである。新しいV&Aダンディーが2018年9月15日に開業した。

## 政治
ダンディーは、1994年のスコットランド地方政府法 (Local Government etc. (Scotland) Act 1994) により単一自治体 (Unitary authority) となり、ダンディー市議会の管轄下の1階建ての地方自治構造となった。ダンディーには、ラテン語でDei Donum（英語: Gift of God、神の贈り物、生まれつきの才能）とPrudentia et Candore（With Thought And Purity、熟考と純粋）という2つのモットーがあるが、通常は後者のみが用いられている。ダンディーは、英国議会の庶民院と、スコットランド議会によって代表されている。欧州議会に対しては、スコットランド選挙区に属している。

### 市政府

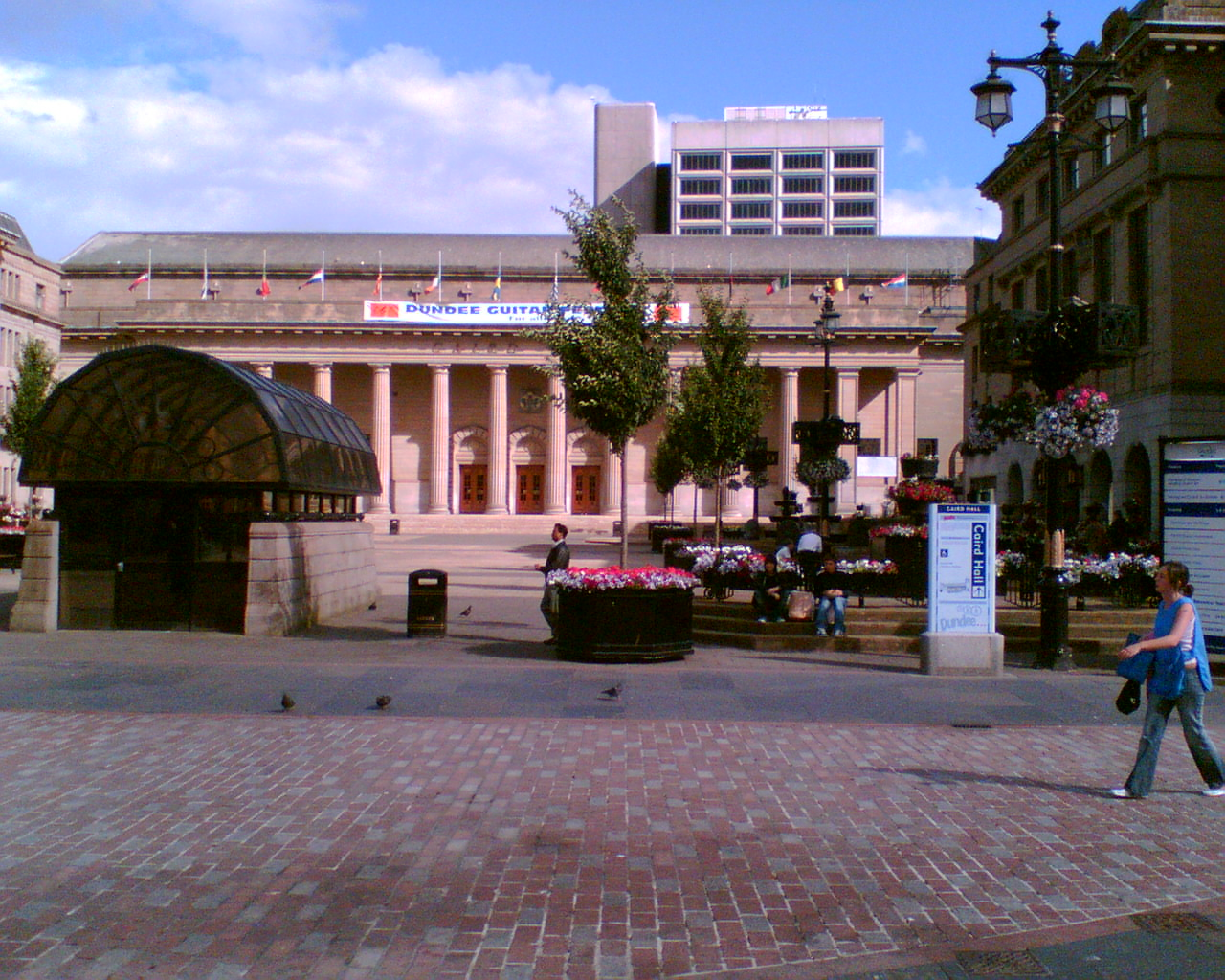
ダンディー・シティ・スクエア。広場の向こうに立つ建物がケアード・ホール (Caird Hall)。右側の建物が市議会の開催されるダンディー・シティ・チャンバーズ (Dundee City Chambers)である

ダンディーは、スコットランドの32あるカウンシル・エリアの1つで、選挙で選ばれた29名の市議会議員で構成されるダンディー市議会が代表している。かつては、ダンディーはカウンティであり、またその後はテイサイド (Tayside) 内のディストリクトであった。市議会は、シティ・スクエアに面した1933年に開設されたシティ・チャンバーズで開かれる。市長と市議会議長は、他の都市での市長に近い地位であるロード・プロヴォストと呼ばれる。市政府幹部はテイサイド・ハウス (Tayside House) を拠点として活動しているが、ブルース・エワート (Bruce Ewart) 率いる市政府はノース・リンゼー通り (North Lindsay Street)に面した新しい建物、ダンディー・ハウス (Dundee House) を選んで、テイサイド・ハウスを廃止する計画と近年発表している。
1996年以前は、ダンディーはダンディー・シティ・ディストリクト議会 (the City of Dundee District Council) が統治していた。これは1973年スコットランド地方政府法 (Local Government (Scotland) Act 1973) で定められた区域を統括して1975年に設置されたものである。この区域では、アンガス、モニフィースディストリクト (district of Monifieth)、パースの選挙区画であるロングフォーガン (Longforgan)（これにはインバーゴーリー (Invergowrie) を含む）がダンディー・シティ・ディストリクトに統合されていた。1996年に、1994年スコットランド地方政府法の施行によりダンディー・シティ単一自治体が設置された。これによりモニフィースとインバーゴーリーはアンガスとパース・アンド・キンロスとなり、おおむね1975年以前のカウンティの区域に戻された。こうした行政区画の変更の結果として、ダンディー市議会などでは市税収入を回復させるためにモニフィースとインバーゴーリーを復帰させるべきだとの議論もある。
市議会は、労働党と自由民主党が12議席で少数連立与党を構成しており、これに5議席の保守党が協力している。市議会最大の11議席を持つのはスコットランド国民党である。市議会の選挙は4年おきで、2010年時点で直近の選挙は2007年5月3日に行われた。かつては、小選挙区制で各選挙区ごとに1人の市議会議員を選んでいたが、2007年の選挙から2004年スコットランド地方政府法 (Local Governance (Scotland) Act 2004) のために変更された。8つの複数定員の選挙区が設置され、それぞれの選挙区で単記移譲式投票により3名か4名の議員を選んで、できるだけ有権者の意向に比例して配分されるようにした。2007年の選挙ではどの党も過半数を得ることができず、スコットランド国民党13議席、労働党10議席、保守党3議席、自由民主党2議席、無所属1議席となった。2009年3月のメリーフィールド選挙区での再選挙により、スコットランド国民党14議席、労働党9議席、保守党3議席、自由民主党2議席、無所属2議席に変化した。

### 英国議会とスコットランド議会
英国議会庶民院（下院）の選挙については、ダンディーはアンガスの一部と一緒に、2つの選挙区を構成している。ダンディー東選挙区 (Dundee East) とダンディー西選挙区 (Dundee West) で、2017年の選挙ではスチュワート・ホージー（スコットランド国民党）とクリス・ロー（スコットランド国民党）がそれぞれ選出されている。スコットランド議会の選挙については、3つの選挙区に分割されている。ダンディー東選挙区 (Dundee East) とダンディー西選挙区 (Dundee West) については、ダンディーの市内にある。アンガス選挙区 (Angus) は市の北東部と北西部の一部を含んでいる。これら3つとも北東スコットランド選挙地区に含まれている。2018年現在、ダンディー東選挙区からショナ・ロビソン (Shona Robison)、ダンディー西選挙区からジョー・フィッツパトリック (Joe FitzPatrick)、アンガス選挙区からグレーム・デイのいずれもスコットランド国民党の議員が選ばれている。

### 2014年スコットランド独立住民投票
2014年9月18日のスコットランド独立住民投票では、ダンディーの有権者は78.8パーセントの投票率に対して57.3パーセントが独立賛成に投票し、賛成が多かった4つの自治体のうちの1つとなった。スコットランドの自治体の中で賛成率は最大であり、スコットランド自治政府首相のアレックス・サーモンドなど、賛成運動をした中からはダンディーを「賛成都市」と呼ぶ声があった。

## 地理
ダンディーは、テイ湾の北岸に位置し、北海にも近い。町の中心には、ダンディー・ロー、あるいは単にザ・ロー（Dundee Law、174 m）と呼ばれる活動を休止した火山の玄武岩でできた岩頸がある。ダンディーはスコットランドで唯一の南岸に面した町であり、これによりスコットランドで最も日当たりがよく暖かい都市であるとの評判がある。気温は、北のアバディーンやアンガスの沿岸地方に比べて2 - 3度高い傾向にある。また北海に近く、潮風が吹くことや町の背後に取り囲むように丘が広がっていることなどから、スコットランドのほかの地方に比べると冬の気候がそれほど厳しくない。周辺の丘が雪で覆われていても、市街地には雪がないことがしばしばである。
ダンディーの町はかなり狭い土地に密集しており、グラスゴーに続いてスコットランドで2番目に人口密度が高い都市であり、イギリス全体でも5番目である。黄色か茶色の砂岩で造られた高い建物、多くは4階建てのビクトリア朝様式のものが特徴である。市街中心部から一部の郊外地域は、1960年代から高層建築が立ち並んでいるが、近年は次第に取り壊されつつある。郊外地域はイギリスでももっとも貧弱な都市地域となっている。町の東側には、ブローティー・フェリー (Broughty Ferry) と呼ばれる、ダンディーの一部に統合されてはいるがはっきり画然と違う地区になっている地域がある。
ダンディーの西には、約20 マイル（約32 km）のところにパースがあり、また南部ハイランド地方がある。南にはセント・アンドルーズが約14 マイル（約22.4 km）、ファイフの北東部があり、北にはシドローズ (Sidlaws)、アンガス・グレンズ (Five Glens of Angus)、グラームス城などがある。またスコットランドでも高名なゴルフ場であるセントアンドリュースリンクス (St Andrews Links) とカーヌスティ・ゴルフリンクスが近くにある。

## 住民
ダンディーの古くからの住民はダンドニアン (Dundonian) と称され、アクセントの違いだけでなくはっきりしたスコットランド方言を話す。もっとも特徴的なのは、二重母音の「アイ」/ai/という発音のところを単母音の「エ」/e/という発音にすることである。他のイギリスの諸都市と同様に、産業革命期の都市化によりダンディーの人口は増加してきた。大きな人口の流入は、ジャガイモ飢饉から逃れ、あるいは工業の発展に惹かれてアイルランド人がやってきた19世紀中ごろに起きている。
また、貧困と飢饉から逃れるイタリアからの移民や、19世紀から第二次世界大戦時期の反ユダヤ主義から逃れるポーランドからの移民も多かった。こんにちのダンディーには、かなりの少数民族が住んでおり、またグラスゴー・エディンバラに続いてスコットランドで3番目の、3,500人程度のアジア人のコミュニティもある。
ダンディーの大学は多くの留学生を受け入れており、多くはアイルランド人か欧州連合諸国の学生であるが、極東諸国からの学生も増えている。学生の人口は全人口の14.2%を占めており、これはスコットランドの4大都市の中で最大の比率である。

## 経済

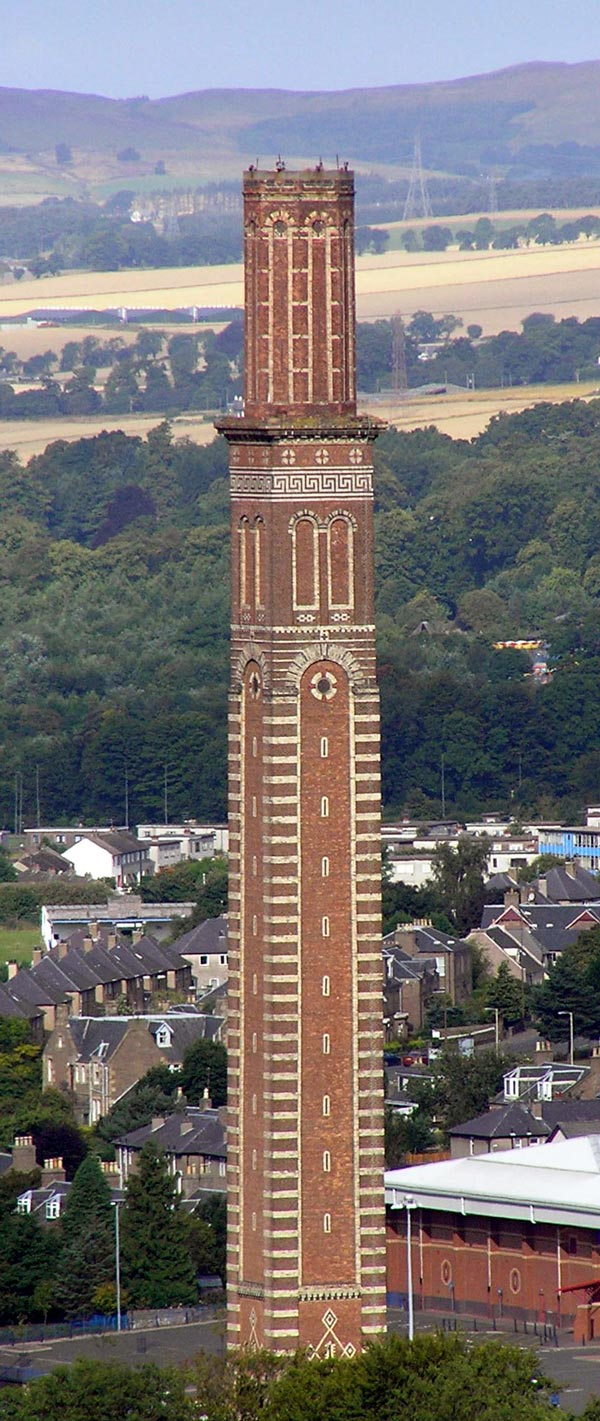
「コックス・スタック」(Cox's Stack) は、かつてのジュート工場であるキャンパーダウン工場の煙突である。煙突の名前はジュート男爵と称されたジェームズ・コックス (James Cox) から採られており、彼は後に市長になった

ダンディーは、地域の雇用と教育の中心であり、市街中心部から車で30分の距離に30万人以上、1時間の距離に70万人以上が住んでいる。ファイフの北東部、アンガス、パース・アンド・キンロスの多くの住民がダンディーへ通勤している。2006年時点で、ダンディーの生産年齢人口のうち76.7%が労働人口であり、約20%が学生である。町には約4,000の企業に95,000人ほどの雇用がある。1996年以降、雇用は10%ほど増加している。近年におけるダンディーへの投資額は記録的なレベルに達している。1997年以降、10億ポンドにも達すると見積もられている投資がなされている。
この経済成長にもかかわらず、ダンディーにおいて貧困状態にあり社会的に阻害された状態にあるとされる階層の人口の割合は、グラスゴーに続いて2番目である。2006年2月の統計では、1週間あたりの賃金の中央値は409ポンドで、1998年から33%増加しており、スコットランド全体の中央値と等しかった。2006年時点の失業率は約3.8%で、スコットランド平均の2.6%より高かったが、1996年においてダンディーで8.6%に対してスコットランド平均で6.1%であったことからすればかなり縮小している。2000年には、ここ25年で初めて市内の失業者数が5,000人を切った。ダンディーの平均住宅価格は、1990年の42,475ポンドから2006年の102,025ポンドと2倍以上になっている。住宅の総販売額は、1990年の115,915,391ポンドから2004年の376,999,716ポンドへ、3倍以上に増加している。2001年-2002年から2002年-2003年にかけて住宅価格は15%以上上昇し、2005年から2006年にかけても16.6%上昇した。

### 現代の経済の歴史
第二次世界大戦後のダンディーは、産業構造の特筆すべき変革の時期であった。ジュート工業は労働人口の5分の1をまだ雇用していたが、新しい産業が誘致・育成された。NCRは1945年末にダンディーをイギリスでの活動拠点とした。これは主に、ダンディーは戦争での被害がなかったこと、交通網が便利であること、日照時間が長く生産性が高いことによる。生産は1946年に開始され、公式には工場が1947年6月11日に開設された。この工場はキャッシュレジスターを生産していたことから、ダンディー住民には通称「ザ・キャッシュ」(The Cash) と呼ばれていた。工場が開設されて10年と2週間で、25万台目のキャッシュレジスターが生産された。1960年代までには、ダンディー周辺のいくつかの工場でキャッシュレジスターだけではなく現金自動預け払い機の生産も行い、NCRはダンディーで最大の雇用者となった。またNCRは、キャッシュレジスター用の磁気ストリップを開発し、初期のコンピューターの生産も行った。ダンディーを拠点として冷蔵庫や衣類乾燥機を製造・販売していた会社であるアストラル (Astral) は、モーフィー・リーチャーズと合併して、従業員を急速に増やし1,000人以上とした。ミシュランがタイヤの生産工場を開設したことは、1969年4月30日に貿易委員会がジュートの規制を廃止したことによりジュート工業が衰退し、増大した失業者を吸収することに貢献した。
造船所の閉鎖、カーペット製造業の廃止、ジュート貿易の終了により、10,000人以上が失業して、1980年代のダンディーの産業は大きく変化した。失業の増加と経済の低迷に対処するために、1984年1月にダンディーは企業地域 (Urban Enterprise Zone) と宣言された。1983年には、シンクレア・リサーチのホビーパソコン、ZX Spectrumがタイメックスによってダンディーの工場で生産された。この年、工場の建物1つを取り壊してスーパーマーケットを造る計画と首切りに抗議する労働者たちの座り込み抗議があったが、タイメックスは会社の生産記録を塗り替えた。タイメックスは最終的に、6ヶ月に及ぶ激しい労働争議の後1993年にダンディーの工場を閉鎖した。2007年1月、NCRはゴーディー工場 (Gourdie facility) で650人の解雇を行って、生産量を縮小することを発表した。しかし、2007年から2009年にかけての全世界での景気後退により、NCRは2009年6月にダンディーにおける生産を完全に終了し、これによりさらに120人が解雇された。しかしながら、ダンディーでの研究開発・販売・サポートの機能は継続していくとしている。

### 現在の経済

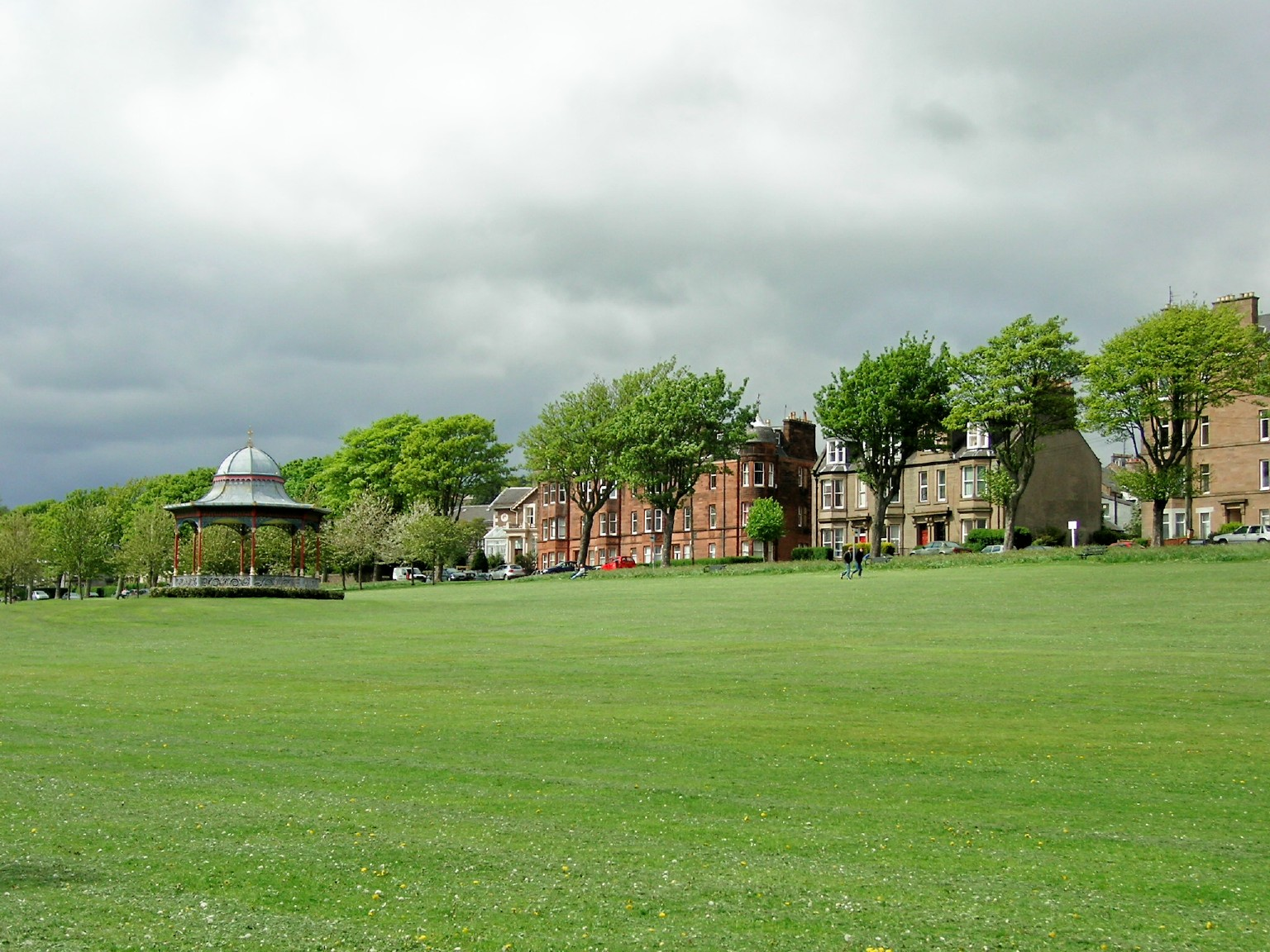
ウェスト・エンドにあるマグダレン・グリーンと野外ステージ

スコットランドの他の地方と同様に製造業は衰退しつつあるが、それでも労働人口の13.5%はまだ製造業で働いており、これはスコットランドやイギリス全体の平均よりも高く、エディンバラ、グラスゴー、アバディーンなどに比べると倍以上である。新しい成長産業は、ソフトウェア開発、バイオテクノロジーと小売業である。またダンディーには小さいながら金融・銀行・保険産業があり、労働人口の11%が働いている。
2006年時点で300人以上を雇用している企業は29社あった。NCR（電子機器製造）、ミシュラン（タイヤ製造）、D.C.トムソン（D.C.Thomson &Co.、出版）、テスコ（小売）、BTグループ（通信）、サイテル（SiTEL、コールセンター）、アライアンス・トラスト（Alliance Trust、投資・金融）、ノリッジ・ユニオン（Norwich Union、保険）、ロイヤルバンク・オブ・スコットランド（銀行）、アスダ（Asda、小売）、ステージコーチ・ストラステイ（Stagecoach Strathtay、運輸）、テイサイド・コントラクツ（Tayside contracts、土木・衛生等の公共サービス）、トクハイム（Tokheim、機械製造）、スコティッシュ・シティリンク（Scottish Citylink、運輸）、WH ブラウン・コンストラクション（WH Brown Construction、建設）、CJラング・アンド・サン（CJ Lang & Son、小売・流通）、JTCファーニチャー・グループ(JTC Furniture Group、家具製造）、HBOS（金融・保険）、ディベンハムズ（Debenhams、百貨店）、ナショナル・エクスプレス・ダンディー（National Express Dundee、運輸）、W.L.ゴア・アンド・アソシエイツ（W. L. Gore and Associates、化学）、イン・プラクティス・システムズ（In Practice Systems、医療機器製造）、ウッド・グループ（Wood Group、エネルギー）、シンクラー・グループ（Simclar Group、EMS）、ミリポア・ライフ・サイエンシズ（Millipore Life Sciences、生物医学関連機器製造）、アルケミー・ラボラトリーズ（Alchemi Laboratories、バイオテクノロジー）、サイペックス（Cypex、製薬）などがある。公共部門で多くの雇用があるところは、NHSテイサイド（NHS Tayside、保健・病院）、ダンディー大学（University of Dundee）、テイサイド警察（Tayside Police）、ダンディー・カレッジ（Dundee College）、テイサイド消防（Tayside Fire Brigade）、歳入税関庁（HM Revenue and Customes）、アバーテイ・ダンディー大学（University of Abertay Dundee）、ウェルカム・トラストがある。
ダンディー最大の雇用者は、ダンディー市政府とNHSテイサイドであり、市の労働人口の10%以上を雇用している。バイオテクノロジーや生物医学部門は、大学の研究から生まれたベンチャー企業まで含めると、1,000人ほどを雇用しており非直接的なものを含めると2,000人近い。情報産業やテレビゲームのソフト開発もここ20年にわたり重要な産業である。レミングスやグランド・セフト・オートシリーズを開発したRockstar Northは、アバーテイ・ダンディー大学の学生だったデービッド・ジョーンズ (David Jones) が当初はDMAデザインとしてダンディーで設立したものである。デービッド・ジョーンズは現在リアルタイム・ワールズ (Realtime Worlds) のCEOであり、主にダンディーで200人以上の多国籍の人材を雇用している。他にダンディーでゲーム開発を行っている会社としては、デンキ (Denki)、ラフィアン・ゲームズ (Ruffian Games)、ダイナモ・ゲームズ (Dynamo Games)、4Jスタジオズ (4J Studios)、コホート・スタジオズ (Cohort Studios) がある。
ダンディーのデジタルエンターテイメント産業はイギリスの10%以上を占めており、年間売り上げは10億ポンドに達する。科学・技術・医学等の専門分野以外で、製造業が雇用する割合はスコットランドのほかの大都市より高く、12%に達する。労働者1人あたりの製造業売り上げは1999年で19,700ポンドであり、一方グラスゴーでは16,700ポンドであった。ダンディーでの倒産件数はスコットランドの他の都市より低く、エディンバラが22%、グラスゴーが61.4%を占めているのに対して、スコットランド全体の2.3%を占めるに過ぎない。
ダンディー周辺には、3つの主要なイギリス軍の基地がある。イギリス海兵隊のコンドル駐屯地 (RM Condor)、イギリス空軍のロイチャーズ基地 (RAF Leuchars)、イギリス陸軍のバリー演習場 (Barry)である。
ダンディーで最大の病院は、ヨーロッパでも最大級で最新のナインウェルズ病院 (Ninewells Hospital) である。他に公立病院のキングス・クロス (Kings Cross)、ビクトリア (Victoria)、アシュルディー (Ashludie)、私立病院のファーンブレー (Fernbrae)がある。ナインウェルズ病院には2007年に、フランク・ゲーリーの設計によるマギーズ・センタービルがボブ・ゲルドフを迎えてオープンしている。
ダンディーは、スコットランドで最初のファイバーシティ (Fibrecity) で、各職場や家庭に光ファイバー通信基盤が引かれている。

## 名所
ハイ・ストリート71番地にあるガーディンズ・ランド (Gardyne's Land)は5つの歴史的な建物が保存されている。マーチャント・ハウス (Merchant's House) はこの中でもっとも古く、1560年頃にジョン・ガーディン (John Gardyne) によって建設された。ダンディーでもっとも古い建物であるとされている。これらの建物はレストアされて、ダンディーで最初のバックパッカー向けホステルとして開業している。

## 交通

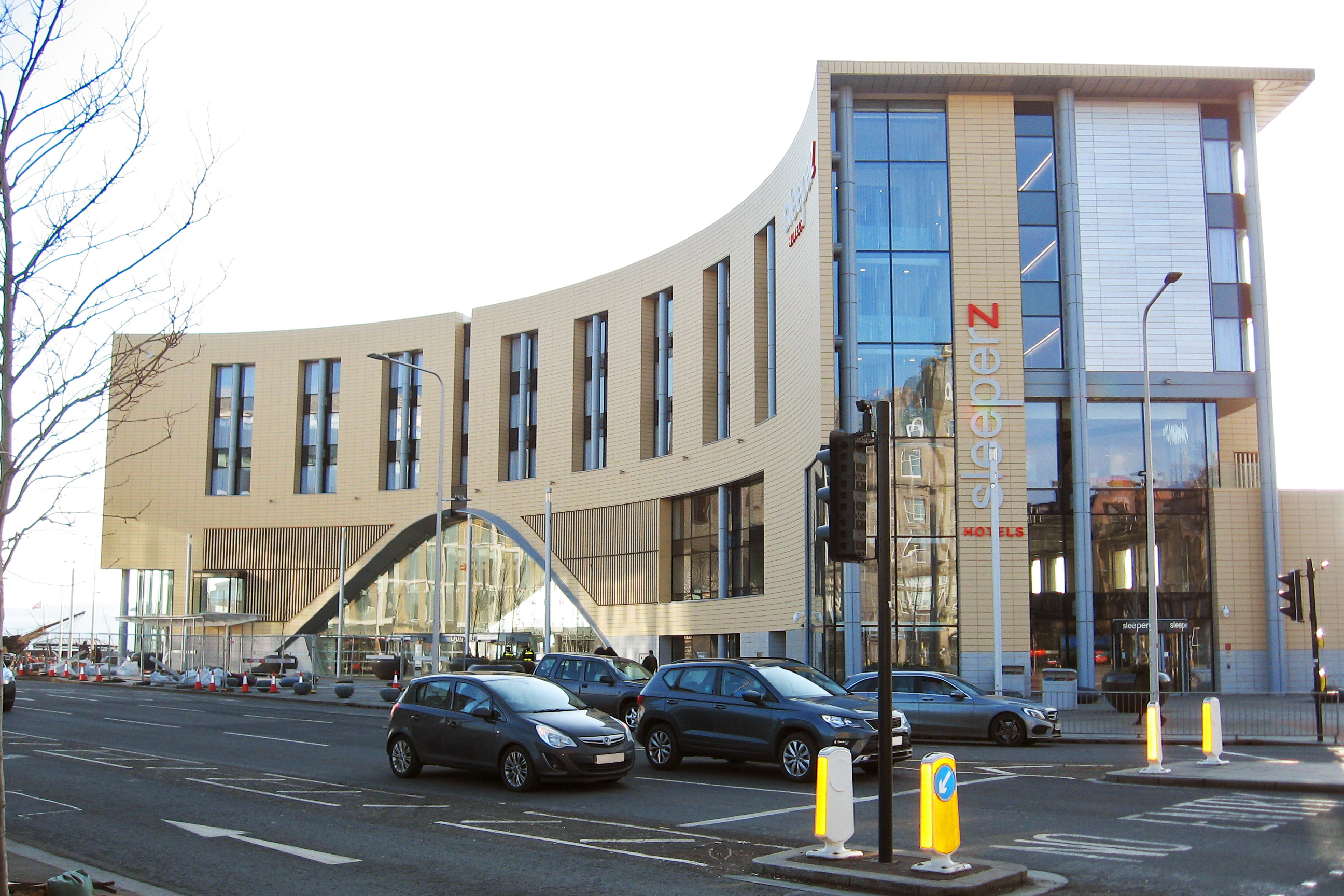
ダンディー駅 (Dundee railway station)

ダンディーには、西のパースや北のフォーファー (Forfar)、アバディーンと結び、高速道路M90号線 (M90 motorway) と接続するA90号線 (A90 road) が通っている。A90号線は、ダンディー市内の区間では中央分離帯つきの道路となっており、市の北側を迂回するバイパスの役割を果たしており、キングスウェイ (Kingsway) と呼ばれる。ラッシュ時には大変混雑する。東へは、A92号線 (A92 road) がモニフィースやアーブロース (Arbroath) と結んでいる。また、A92号線はテイ湾を横断するテイ道路橋 (Tay Road Bridge) によりファイフとも結んでいる。ダンディー南側の主要道路はリバーサイド・ドライブとリバーサイド・アベニュー（A991号線）で、西側のA90号線との交差点からテイ湾に沿って走り市の中心部の橋のたもとでA92号線に合流する。
ダンディーには広範なバスのネットワークがあり、市外と結ぶバス路線はシーゲートバスステーション (Seagate bus station) を主要なターミナルとしている。トラベル・ダンディー（会社名はナショナル・エクスプレス・ダンディー）は主に市内部の路線の大半を運行しており、これに対してステージコーチ・ストラステイは郊外の路線を運行している。ダンディーには2つの鉄道駅があり、主要なものは海岸に近いダンディー駅 (Dundee railway station) である。これより小さいブローティ・フェリー駅 (Broughty Ferry railway station) はダンディーの東の外れにある。ダンディー市域外にあるインバーゴーリー駅 (Invergowrie railway station)、バルモジー駅 (Balmossie railway station)、モニフィース駅 (Monifieth railway station) などが補完的に利用できる。ダンディーにおける旅客鉄道輸送は、ファースト・スコットレール、クロスカントリー (en:CrossCountry)、イースト・コースト (East Coast) の各事業者が運営している。ダンディーのフレートライナーターミナルが1980年代に閉鎖されて以降、ダンディーにおける貨物鉄道輸送事業は行われていない。
メガバス (Megabus)、スコティッシュ・シティリンク、ナショナル・エクスプレス・グループによる長距離バス路線も運行されている。
ダンディー空港 (Dundee Airport)は、ロンドン・シティ空港、バーミンガム国際空港、ジョージ・ベスト・ベルファスト・シティ空港との間に路線が運航されている。この空港は小さな航空機専用で、市中心部から西に3 kmのところにあり、テイ湾沿いに位置する。もっとも近い国際空港は、約95 km南にあるエディンバラ空港である。
もっとも近い旅客港は、約56 km離れたフォース湾の南にあるロサイスである。

## 教育

### 学校
ダンディーの学校には、約20,300人の生徒がいる。37の小学校と9の中学校がある。このうち、11の小学校と2の中学校がカトリックで、他は無宗教である。また、ダンディーとその周辺地区の5歳から18歳までの学習障害を抱えた生徒向けの特別学校が1校ある。
ダンディーには、リンドアズ修道院 (Lindores Abbey) の修道士らによって13世紀に設立されたインデペンデント・スクールであるハイ・スクール・オブ・ダンディー (High School of Dundee) がある。現在使われている建物は、ジョージ・アンガス (George Angus) の設計によってギリシャ復古調建築 (Greek Revival architecture) で1832年から1834年にかけて建築されたものである。卒業生の中には、化学者のトーマス・トムソン (Thomas Thomson)、哲学者のヘクター・ボイース (Hector Boece)、スコットランド宗教改革 (Scottish Reformation) において重要な文献となった、"The Gude and Godlie Ballatis"を著したジェームズ・ウェダーバーン (James Wedderburn)、ジョン・ウェダーバーン (John Wedderburn)、ロバート・ウェダーバーン (Robert Wedderburn)のウェダーバーン兄弟などがいる。1554年に改革派となり、スコットランドで最初の改革派の学校である。大部分が疑わしいとされているが、ブラインド・ハリー (Blind Harry) の本によれば、ウィリアム・ウォレスもダンディーで教育を受けたとされている。

### 大学

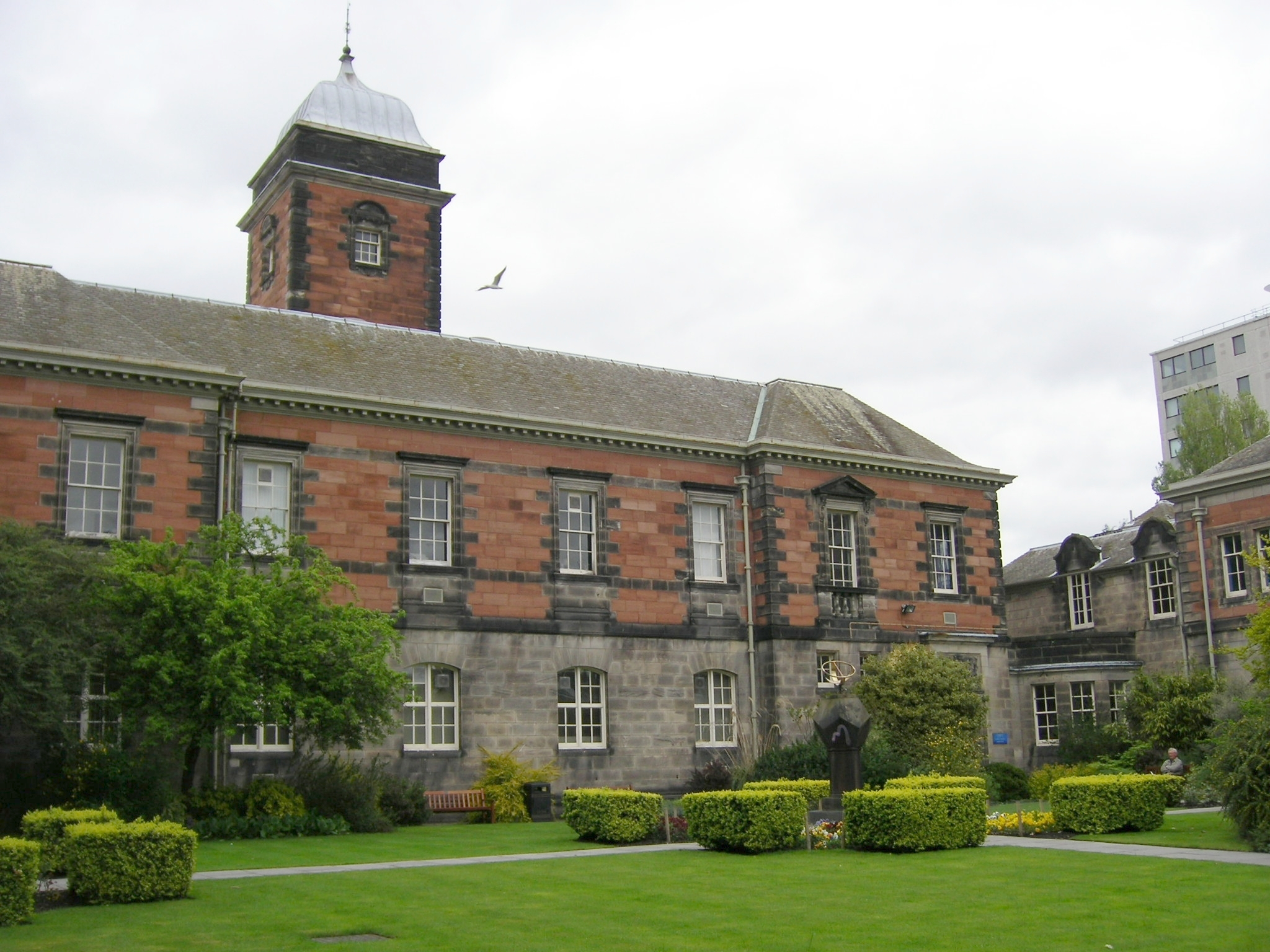
ダンディー大学

ダンディーには2つの大学があり、およそ17,000人の学生がいる。
ダンディー大学は、70年間にわたってセント・アンドルーズ大学の一部で、最初はそのユニバーシティ・カレッジ (University College)、後にはクイーンズ・カレッジ (Queen's College) と呼ばれており、1967年に独立した大学になった。ライフサイエンス学科 (College of Life Sciences) で重要な生物医学分野や腫瘍学の研究が行われている。また、ダンカン・オブ・ジョーダンストーン・スクール・オブ・アート・アンド・デザイン (Duncan of Jordanstone College of Art and Design) や教師の訓練学校も大学の一部としている。
アバーテイ・ダンディー大学はダンディー工科大学 (Dundee Institute of Technology) として1888年に創立した。1992年の高等教育法 (Further and Higher Education Act 1992) により大学となった。コンピューター技術や、特にビデオゲーム関連の技術で有名である。
ダンディー・カレッジは、ダンディーにおける包括的な継続教育を行う学校で、高等教育・職業訓練学校として1985年に設立された。
アル・マクトゥムインスティチュート (Al-Maktoum Institute) は、ダンディーのブラックネス通り (Blackness Road) に2001年に設立された。研究中心の高等教育学校で、大学院生など大学を卒業した人向けに主にイスラム教や多文化主義に関する教育を行っている。独立した学校であるが、学位はアバディーン大学によって認証されている。

## 宗教

### キリスト教

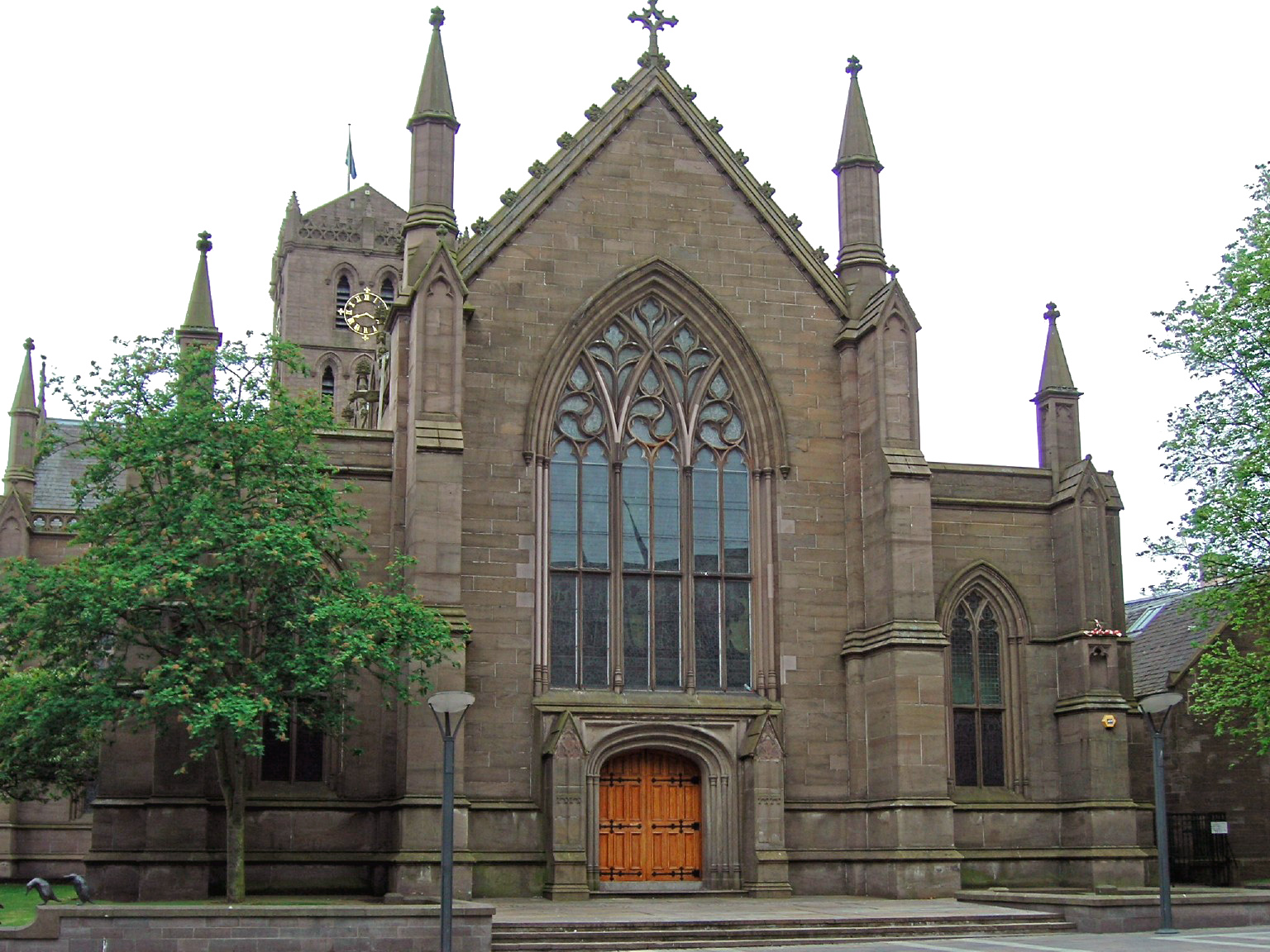
ダンディー教区教会（セント・メアリーズ）、ダンディーのシティー・チャーチの1つ、もう1つのスティープル教会も背後に見えている

スコットランド国教会のダンディー長老会がダンディーとその周辺の37の信徒集会を監督している。このうち21はダンディー市内で、他にブローティ・フェリーやバーンヒル (en:Barnhill) にも教会がある。しかし出席者が減少しているため、他の教会に委託されているものがある。市の中心部にあるのでシティ・チャーチと呼ばれているダンディー教区教会（セント・メアリーズ）(Dundee Parish Church (St Mary's)) とスティープル教会 (Steeple Church) がダンディーのスコットランド国教会で最も重要な教会である。この2つの教会は、中世のセント・メアリー教区教会の跡にある。セント・メアリー教会の中では15世紀の西塔だけが残っている。付属教会はかつて中世スコットランドで最大の教区教会であった。ダンディーは中世スコットランドの自由都市では珍しく2つの教区教会を持っており、もう1つはセント・クレメント教区教会であったとされているが既になくなっており、現在のシティ・スクエアのあたりにあったとされている。
中世のダンディーには、ドミニコ会とフランシスコ会の活動もあり、多くの病院や教会が設立されていた。しかし16世紀半ばのスコットランド宗教改革によりこれらの施設は取り壊されて墓地にされ、それぞれ現在のバラック・ストリート墓地 (Barrack Street)とホーフ墓地 (Howff) となっている。
セント・ポール大聖堂 (St Paul's Cathedral) は、スコットランド聖公会 (Scottish Episcopal Church) のブレチン教区 (Diocese of Brechin) の拠点である。市内の8つの教会（ブローティ・フェリーを加えると9つ）と、さらにアンガス、カース・オブ・ゴーリー、アバディーンシャーの一部の17の教会を管轄している。ジョン・マントル司教 (Bishop John Mantle) が指導している。セント・アンドルーズ大聖堂 (St. Andrew's Cathedral) は、ローマカトリック教会のダンケルド教区 (Diocese of Dunkeld) の拠点で、ビンセント・ポール・ローガン司教 (Bishop Vincent Paul Logan) が指導している。この教区はダンディーの15の教会と周辺地域の37の教会を管轄している。
メソジスト、バプテスト教会、会衆派教会、ペンテコステ派の教会も市内にある。また、キリスト教非主流派の救世軍、ユニテリアン主義、クエーカー、エホバの証人、キリスト・アデルフィアン派、末日聖徒イエス・キリスト教会の活動もある。

### 非キリスト教
ムスリムは、2000年にブラウン通り (Brown Street) に建てられたダンディーイスラム教会中央モスク (Dundee Islamic Society Central Mosque) で活動している。これは、それ以前にヒルタウン (Hilltown) にあった拠点を置き換えたものである。ビクトリア通り (Victorial Road) やデュラ通り (Dura Street) にも小さなモスクがある。
ユダヤ人のコミュニティは、19世紀からダンディーに存在している。ダドホープ・パーク (Dudhope Park) に1960年代に建設された小さな正統派のシナゴーグがあり、ユダヤ人墓地がその東約5 kmのところにある。リフォーム通り (Reform Street) にはサムイェー・ゾン・ダンディー (Samye Dzong Dundee) という仏教の寺院がある。ヒンドゥー教の寺院とシク教の寺院はウェスト・エンドのテイラーズ・レーン (Taylor's Lane) にある施設を共有しており、またシク教の寺院はビクトリア・ロードにもある。

## 文化

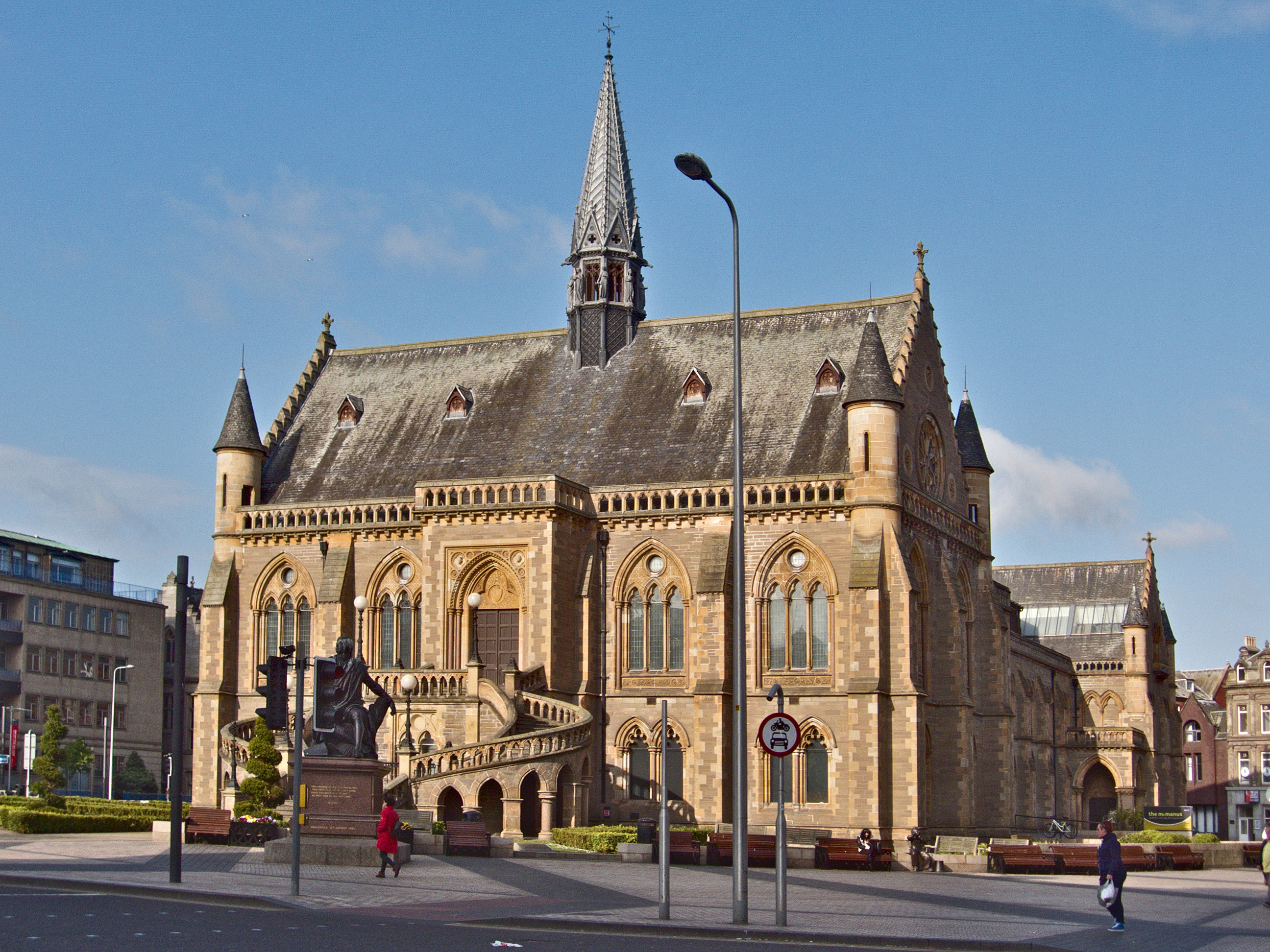
アルバート広場 (Albert Square) にある美術館、マクマナス・ギャラリーズ (McManus Galleries)

ダンディーは、スコットランドで唯一常時レパートリー制の劇場公演が行われている都市で、1930年代に開始された。そこから輩出したのがハリウッド俳優のブライアン・コックスで、ダンディー出身である。1982年に建設されたダンディー・レップシアターは、現在、常設劇団のダンディ・レップ・アンサンブルとスコティッシュ・ダンス・シアター (Scottish Dance Theatre) の活動拠点である。ダンディーの主なオーディトリアムであるケアード・ホール (Caird Hall) は、ジュート男爵と称された後援者ジェームズ・キー・ケアード (James Key Caird) にちなんで名づけられており、ロイヤル・スコティッシュ管弦楽団が定期的に公演を行う。毎年のジャズ・ギター・ブルースフェスティバルに際しては、国内外からのミュージシャンが他にも様々な場所で公演する。アートギャラリーやアートシネマは、1999年に市の文教地区に開設されたダンディー・コンテンポラリー・アーツ (Dundee Contemporary Arts) にある。また、マクマナス・ギャラリーズ (McManus Galleries) は、アルバート広場 (Albert Square) にあるゴシック・リヴァイヴァル建築である。中には美術館やアートギャラリーがあり、様々な美術品やダンディーの歴史的な遺品、自然の造形物などが展示されている。イギリスで唯一常時公開されている天文台であるミルズ天文台 (Mills Observatory) は、バルゲイの丘 (Balgay Hill) の頂にある。センセーション科学センター (Sensation Science Centre) は、五感に焦点を当てた80を超える展示物のある科学館である。バーダント・ワークス (Verdant Works) は、かつてこの地方を支えた産業であったジュート工業に関する展示のある博物館で、かつてのジュート工場に設置されている。V&Aセンター (V&A Center) という名前の新しい美術とデザインに関するセンターが2700万ポンドを費やして2014年に完成予定でクレイグ・ハーバー (Craig Harbour) の南に建設される予定である。この新しい美術館により、さらに50,000人の観光客を呼び込んで、900人の雇用を創出できる見込みである。毎年11月の最後の週末には、ダンディー山岳映画祭 (Dundee Mountain Film Festival) が開かれ、その年の登山や山岳文化、冒険やスポーツに関する分野の映画の公開が行われる。また美術や貿易に関する展示会も開かれる。

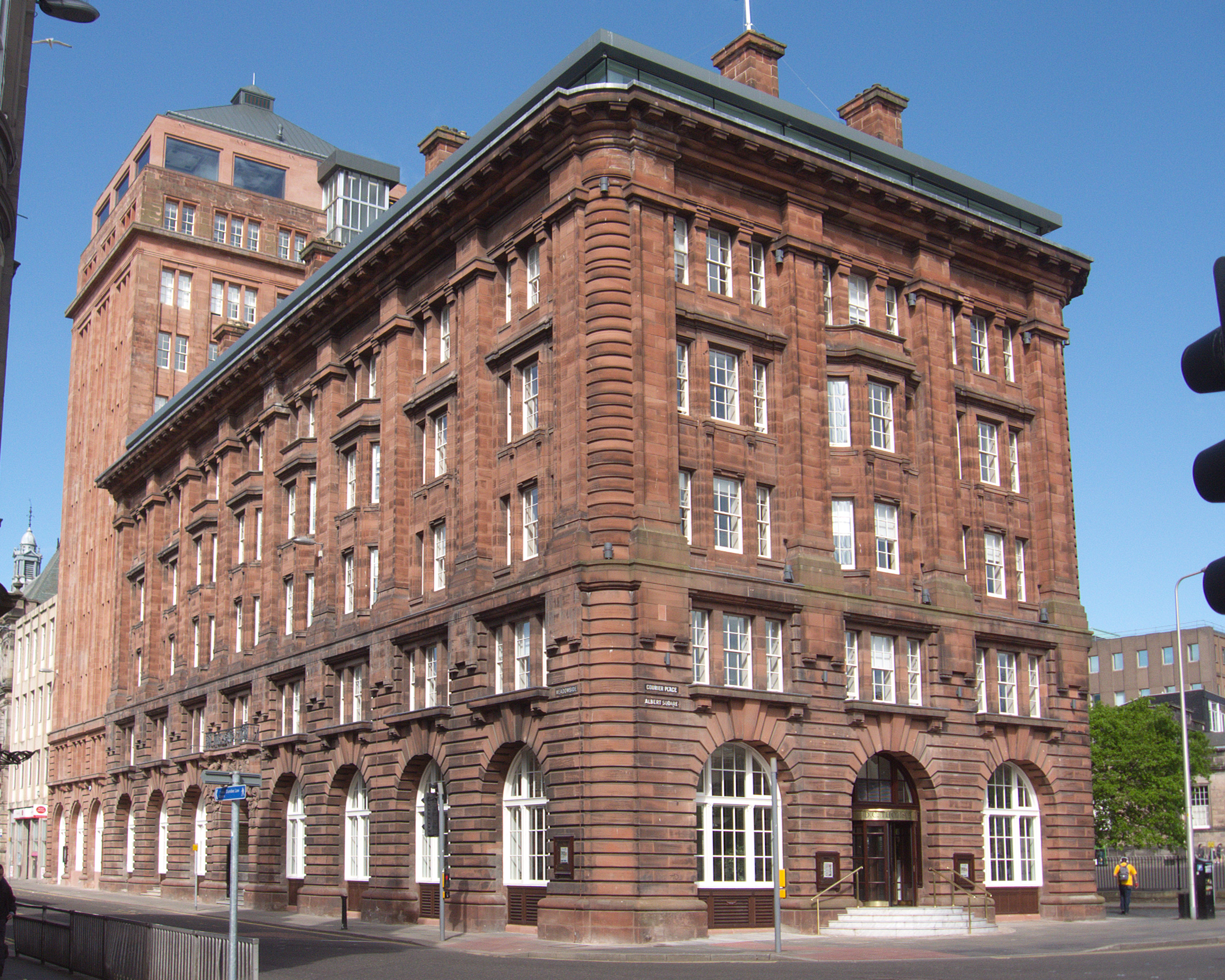
DCトムソン社のダンディー本社

ダンディーは出版業のDCトムソン社の本拠地である。またダンディーでは幾人かの作家が生まれ、生活し、勉強してきた歴史があり、多くの文学遺産を抱えている。アリソン・ケネディ (A. L. Kennedy)、ロサムンド・ピルチャー (Rosamunde Pilcher)、ケイト・アチキンソン (Kate Atkinson)、トーマス・ディック (Thomas Dick)、メアリー・シェリー、ミック・マクラスキー (Mick McCluskey)、ジョン・バーンサイド (John Burnside) などである。ダンディー国際書籍賞 (Dundee International Book Prize) は、ポリゴン・ブックス (Polygon Books) による出版と10,000ポンドの賞金をかけて、2年おきに選ばれる新人作家の賞である。これまでにこの賞を受けた作家としては、アンドリュー・スコット (Andrew Murray Scott)、クレア＝メアリー・ワトソン (Claire-Marie Watson)、マルカム・アーチバルド (Malcolm Archibald) などがいる。しばしば「世界最悪の詩人」と言われるウィリアム・マッゴナガル (William McGonagall) は、この町で働きながら詩を書いており、ときにはパブやバーでその発表をしていた。彼の詩の多くはこの町とその出来事について取り上げており、たとえば「テイ橋の惨事」(The Tay Bridge Disaster) などがある。シティ・オブ・リカバリー・プレス (City of Recovery Press) はダンディーで設立されて、この町の暗黒面を取り上げた本を出して問題児となった。
名産のダンディー・マーマレードなどを使ってこの街で生まれたダンディーケーキは、イギリス各地や海外にも広まっている。

### 音楽
1970年代のファンクグループ、アヴェレイジ・ホワイト・バンドやアソシエイツ、バンドのスペア・スネア (Spare Snare)、ダニー・ウィルソン (Danny Wilson)、インディー・ロックのザ・ビュー、ザ・ロー (The Law) などがダンディーから出た。ザ・ビューのデビューアルバムは、イギリスのチャートで2007年1月にトップになった。ディーコン・ブルーのリッキー・ロス (Ricky Ross)、シンガーソングライターのKTタンストール は、ハイスクール・オブ・ダンディーのかつての生徒である。ただしタンストールはダンディー生まれではない。北アイルランドのインディー・ロックバンドスノウ・パトロールはダンディー大学の学生で編成され、またプラシーボのリードボーカルであるブライアン・モルコはダンディーで育った。毎年6月末には、ダンディー・ブルース・ボナンザ (Dundee Blues Bonanza) というブルースの祭典が開かれる。

### テレビ・ラジオ
ダンディーには、11あるBBCスコットランド (BBC Scotland) の放送センターの1つがあり、ネザーゲイト・センター (Nethergate Centre) の中に位置している。STVノース (STV North) のテイサイドにおけるニュースと広告の運営は、ダンディーのシーブラエ (Seabraes) を拠点としており、毎日夜に放送されるニュース番組STVニュース・アット・シックス (STV News at Six) に差し込まれるSTVニュース・テイサイド (STV News Tayside) の放送はここから行われている。
ダンディーには、3つの地元のラジオ局がある。ラジオ・テイ (Radio Tay) は1980年10月17日に開局した。この放送局は1995年1月に分割して、若い聴衆向けのテイFM (Tay FM)と、古典的なヒット曲を演奏するテイAM (Tay AM) となった。1999年にはディスカバリー102が放送を開始し、後にウェーブ102 (Wave 102) と改称した。

### スポーツ
ダンディーには2つのプロサッカークラブ、ダンディーFCとダンディー・ユナイテッドFCがあり、それぞれデンズ・パーク (Dens Park) とタナディス・パーク (Tannadice Park) を本拠地としている。この2つの本拠地は、イギリスのプロサッカークラブの本拠地としてはもっとも近い距離にある。日本人選手では川島永嗣が2015年から2016年までダンディ・ユナイテッドに所属していた。
ダンディーは、2回UEFAチャンピオンズリーグの準決勝までチームを送り出したことのあるイギリスに3つしかない都市のうちの1つである。ダンディーFCは1963年にACミランに、ダンディー・ユナイテッドFCは1984年にASローマに、それぞれ敗れている。またUEFAヨーロッパリーグの前に行われていたインターシティーズ・フェアーズカップでも、ダンディーFCが1968年に、UEFAヨーロッパリーグになってからダンディー・ユナイテッドFCが1987年に、それぞれ準決勝に進出している。またユースのサッカークラブもあり、ダンディー・ノース・エンドFC (Dundee North End F.C.)、イースト・クレイギーFC (East Craigie F.C.)、ロチー・ハープFC (Lochee Harp F.C.)、ロチー・ユナイテッドFC (Lochee United F.C.)、ダンディー・バイオレットFC (Dundee Violet F.C.)、ブローティ・アスレティックJFC (Broughty Athletic JFC)、ダウンフィールドFC (Downfield F.C.) の7つのクラブがこの地域にある。
ダンディーでは、アイスホッケーチームのダンディー・スターズ (Dundee Stars) とダンディー・タイガース (Dundee Tigers) が活動しており、どちらもダンディー・アイス・アリーナ (Dundee Ice Arena) を拠点としている。スコットランドナショナルリーグ (Scottish National League) に参加しており、またダンディー・スターズはこのほかにノーザンリーグ (Northern League) とカップコンペティションにも参加している。ダンディーには2つの15人制ラグビーのチームがあり、ダンディー・ハイスクール・フォーマー・ピューピルズ (Dundee High School Former Pupils) はスコットランドハイドロエレクトリックプレミアシップ (Scottish Hydro Electric Premiership)の一部で、モーガン・アカデミー・フォーマ・ピューピルズ (Morgan Academy Former Pupils) は三部で活動している。さらにハリスF.P.R.F.C (Harris F.P.R.F.C)、パンムアR.F.C.(Panmure R.F.C.)、ストブスウェルR.F.C.(Stobswell R.F.C.) がダンディーで活動しており、スコットランドハイドロエレクトリックカレドニアリーグ2部（ミッドランズ）(Scottish Hydro Electric Caledonia League Division 2 (Midlands)) に参加している。他にメンジーシルホッケークラブ (Menzieshill Hockey Club)、ダンディー・ノーザン・ライツフロアボールクラブ (Dundee Northern Lights floorball club)、ダンディー・ホークヒル・ハリアーズ (Dundee Hawkhill Harriers) などのクラブがある。

## 公共サービス
ダンディーとその周辺地域には、スコティッシュ・ウォーター (Scottish Water) が水を供給している。ダンディーとパースシャー、アンガスの一部は、イスラ川 (River Isla)にあるリントラセン貯水池 (Lintrathen Reservoir) とバックウォーター貯水池 (Backwater Reservoir) から給水を受けている。電気は、スコティッシュ・アンド・サザン・エナジーのスコティッシュ・ハイドロ・エレクトリック (Scottish Hydro Electric) が供給している。
ごみ処理はダンディー市当局が行っている。ダンディーの約15,500 世帯にごみ回収・リサイクルの仕組みがある。缶、瓶、ペットボトルは毎週回収される。堆肥化できるものとリサイクルできないものは隔週に回収される。紙は4週間おきに回収されリサイクルに回される。
リサイクルセンターと回収ポイントはダンディーの多くの場所に設置されている。回収されるのは鉄とアルミの缶、段ボール、紙、電気製品、エンジンオイル、庭木の切りくず、ガス容器、ガラス、液状の食べ物や飲み物の容器、プラスチックボトル、プラスチック袋、瓦礫、金属品、靴、ハンドバッグ、めがね、繊維、錫箔、木材、電話帳である。ダンディー市当局の範囲の現在のリサイクル率は31%とされている。
保健サービスはNHSテイサイドが行っている。ナインウェルズ病院が救急部門を持つこの地域唯一の病院である。初期診療は多くの一般病院が行っている。ダンディーでは、スコットランドのほかの地域同様スコットランド救急サービス (Scottish Ambulance Service) が救急車を運行している。
警察は、テイサイド警察の管轄である。またテイサイド消防・救命サービス (Tayside Fire and Rescue Service) が消防活動を行っている。

## 姉妹都市

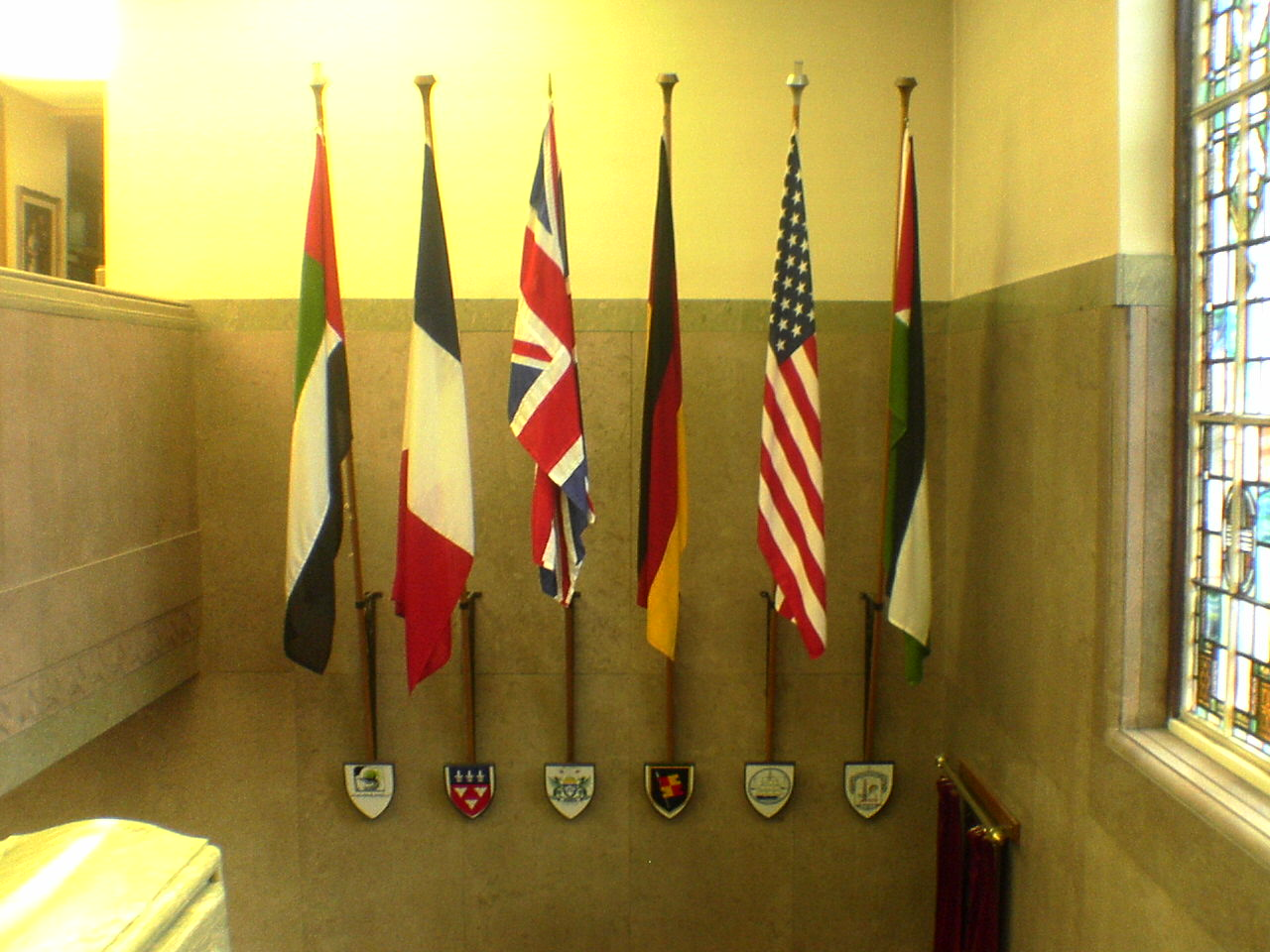
ダンディーの姉妹都市の紋章とその国旗がシティー・チャンバーズに掲げられている（ウェストダンディーとの姉妹都市提携前）

ダンディーは、7つの姉妹都市と文化的・経済的・教育的な関係を持っている。
- -  – フランス・オルレアン（1946年）
- -  – クロアチア・ザダル（1959年）
- -  – ドイツ・バイエルン州ヴュルツブルク（1962年）
- - アメリカ合衆国バージニア州アレクサンドリア（1974年）
- - パレスチナ自治区ナーブルス（1980年）
- -  – アラブ首長国連邦ドバイ（2004年）
- - アメリカ合衆国イリノイ州ウェスト・ダンディー（英語版）（2013年）[135]

これに加えて、スコットランド聖公会のブレチン教区（ダンディーに本拠を置く）は、アメリカのアイオワ教区、スワジランド教区と姉妹関係にある。